# 安曇観光タクシー
安曇観光タクシー株式会社（あづみかんこうタクシー）は、長野県安曇野市のタクシー会社。社団法人日本バス協会の会員にはなっていない。同市の穂高・有明・豊科・三郷地区に加え、松川村と池田町に営業所を構える。

## 車輌
- バス（小型） 12台
- ジャンボタクシー  4台
- 中型タクシー 16台
- 小型タクシー 12台

## 乗合バス
- あづみ野周遊バス - 南安タクシー・明科第一交通と共同で季節運行。
- 中房温泉行定期バス - 南安タクシーと共同で季節運行。
- 上田線 - 安曇野市各所と上田駅を結ぶ定額タクシー。完全予約制。

## 受託運行
- 安曇野市デマンド交通システム 「あづみん」 - のるーと提携。
- 池田町営バス
- 生坂村営バス

### 過去の運行
- 安曇野市豊科地域振興バスぐるまるくん - 旧豊科町から継承した、豊科地区のコミュニティバス。
- うららカー - 旧堀金村から継承した、豊科駅と堀金地区を結ぶの乗合タクシー。